# Territori de la Capital Nacional de Delhi
El Territori de la Capital Nacional de Delhi (abreujat NCT per National Capital Territory en anglès) és un territori de la Unió Índia. L'esmena constitucional 69 de 1991, va suprimir el territori de Delhi i va establir un nou territori de la unió, amb el nom oficial de National Capital Territory of Delhi, dotant al territori de limitats poders legislatius per una assemblea. Al territori s'hi inclouen la vella Delhi, Nova Delhi i nombrosos barris i suburbis a l'entorn de la capital i va entrar en efecte l'1 de febrer de 1992. La població de la ciutat estricte (2001) era de 9.664.764 habitants i del territori de 13.850.507 habitants. La superfície és de 1.483 km².

## Història
La província de Delhi fou una divisió administrativa britànica creada el 17 de setembre de 1912 separada del Panjab del que va fer part del 1858 al 1912. El 15 d'agost de 1947 va passar a l'Índia i el gener de 1950 va esdevenir un estat, però la constitució del 1956 el va rebaixar a territori (Territori de Delhi). Aquesta entitat administrativa fou creada l'1 de novembre de 1956. Tenia 1485 km² i una població el 1991 de 9.370.475 habitants. La capital era Delhi. Estava regat pel Yamuna. L'1 de febrer de 1992 fou substituït pel Territori de la Capital Nacional de Delhi.
La província de Delhi estava formada per una part del districte de Delhi (el tahsil de Delhi) i la thana de Mahrauli. L'1 d'abril de 1915 li foren incorporades 65 poblacions de les Províncies Unides d'Agra i Oudh:
- 1. Subehpur.
- 2. Jagatpur.
- 3. Baqiabad.
- 4. Beharipur.
- 5. Saadatpur Mahal Gujran.
- 6. Saadatpur Musalmanan.
- 7. Saadatpur Amad Delhi.
- 8. Wazirabad.
- 9. Khajuari Paramad.
- 10. Khajuri Khas.
- 11. Garhi Mendu.
- 12. Timarpur.
- 13. ChandrawaI.
- 14. Usmanpur.
- 15. Ghonda patti Gujran Khadar.
- 16. Ghonda patti Chanhan Khadar.
- 17. Andhavli.
- 18. Kaithwara.
- 19. Silampur Amad Delhi.
- 20. Khondli Khadar.
- 21. Jatwara Khurd.
- 22. Mubarakpur Reti.
- 23. Shakarpur Khadar.
- 24. Nagla Manchi.
- 25. Shamspur.
- 26. Gharaunda Nimba Khadar
- 27. Nagli Razapur.
- 28. Chilla Sarauda Khadar
- 29. Qarawalnagar urf Dharauti Kalan.
- 30. Jivanpur Johripur.
- 31. Mustafabad.
- 32. Mirpur Turk.
- 33. Ziauddinpur.
- 34. Khanpur Dhani.
- 35. Maujpur.
- 36. Ghonda patti Gujran Bangar.
- 37. Ghonda patti Chauhan Bangar.
- 38. Jafrabad.
- 39. Uldanpur.
- 40. Babarpur.
- 41. Siqdarpur.
- 42. Gokalpur.
- 43. Sabauli.
- 44. Mandauli.
- 45. Taharpur.
- 46. Jhilmila.
- 47. Chandavli urf Shadara.
- 48. Silampur Bangar.
- 49. Silampur Khadar.
- 50. Ghondli Bangar.
- 51. Kakarduman.
- 52. Khureji Khas.
- 53. Khureji Baramad.
- 54. Shakarpur Khas Bangar.
- 55. Mandavli Fazilpur.
- 56. Hasanpur Bhuapur.
- 57. Ghazipur.
- 58. Khichripur.
- 59. Gharaunda Nimka Bangar (Patparganj).
- 60. Shakarpur Baramad.
- 61. Kotla.
- 62. Chilla Sarauda Bangar.
- 63. Dalupura.
- 64. Kondli.
- 65. Gharauli.

### Caps comissionats
- William Malcolm Hailey 1912 - 1918
- Claud Alexander Barron 1918 - 1924
- Evelyn Robins Abbott 1924 - 1926
- Alexander Montague Stow 1926 - 1928
- John Nesbitt Gordon Johnson (interí) 1928
- John Perronet Thompson 1928 - 1932
- John Nesbitt Gordon Johnson 1932 - 1937 (segona vegada, ara titular)
- Evan Meredith Jenkins 1937 - 1940
- Arthur Vivian Askwith 1940 - 1945
- William Christie 1945 - 1947